# Карклин, Владислав Валерьевич
Владислав Валерьевич Карклин (род. 25 июня 1971, Ленинград) — российский дирижёр, с 2016 года — главный приглашенный дирижёр Приморской сцены Мариинского театра.

## Биография
Родился в июне 1971 года в Ленинграде. В детстве проявил талант в спортивной и музыкальной сферах. Преподаватели прочили Владиславу блестящую карьеру теннисиста, однако он избрал для себя музыкальное будущее.
Начал музыкальную деятельность как кларнетист. С отличием окончил Санкт-Петербургскую консерваторию по классу кларнета. Во время учёбы посещал класс симфонического дирижирования, а также проходил стажировку у профессора Александра Титова. После получения диплома продолжил обучение в Германии, и в 1997 году с отличием окончил аспирантуру в Дюссельдорфской консерватории имени Роберта Шумана по классу кларнета. В 2002 году здесь же он получил дипломы по специальностям «Фортепиано» и «Симфоническое дирижирование».

## Образование
- 1991—1996 — учился в Санкт-Петербургской консерватории имени Н. А. Римского-Корсакова. Окончил с отличием оркестровый факультет по классу кларнета (педагог — профессор Адиль Фёдоров).
- 1993—1995 — учился в Санкт-Петербургской консерватории имени Н. А. Римского-Корсакова на факультете оперно-симфонического дирижирования в классе профессора И. Мусина.
- 1995—1997 — учился в аспирантуре консерватории имени Роберта Шумана[англ.] (Дюссельдорф, Германия) по классу кларнета у профессора Киндермана (диплом с отличием).
- 1997—2002 — проходил обучение на факультете оперно-симфонического дирижирования в консерватории Р. Шумана (Дюссельдорф, Германия) в классе профессоров Л. Хербига и В. Троммера (диплом с отличием).
- 2000 — проходил практику в Санкт-Петербургской консерватории имени Н. А. Римского-Корсакова в классе профессора А. Титова.

## Профессиональная деятельность
- 1991—1993 — первый кларнетист Санкт-Петербургского симфонического оркестра «Петергоф».
- 1993 — первый кларнетист «Санкт-Петербург Опера».
- 1994 — кларнетист академического симфонического оркестра Санкт-Петербургской филармонии.
- 2001—2005 — дирижёр оперного театра в городе Вуппертале (Германия).
- С 2007 года — приглашённый дирижёр оркестра «Gamac» (Андерсон, США).
- 2005—2009 — первый дирижёр, заместитель главного дирижера оперной труппы театра города Пассау (Германия).
- 2009—2011 — приглашённый дирижёр Санкт-Петербургского государственного симфонического оркестра.
- 2009 — дирижёр Михайловского театра (Санкт-Петербург).
- 2010—2013 — дирижёр оперного театра города Дармштадта (Германия).
- С 2011 года — постоянный приглашённый дирижёр Мариинского театра (Санкт-Петербург).
- С 2011 года — постоянный приглашённый дирижёр Екатеринбургского государственного академического театра оперы и балета.
- С 2013 года — приглашённый дирижёр Геликон-Опера (Москва).
- С 2015 года — приглашённый дирижёр Краснодарского музыкального театра.
- С 2016 года — главный приглашённый дирижёр Приморской сцены Мариинского театра.

## Стипендии и призы
- 1989 — лауреат Всероссийского Конкурса кларнетистов (Москва).
- 1998 — 1-я премия конкурса DAAD (фортепиано) в Дюссельдорфе (Германия).
- 2000 — победитель и стипендиат конкурса (дирижирование) «Stifterverband für die deutsche Wissenschaft» (Дюссельдорф, Германия).
- 2001 — победитель конкурса камерной музыки (кларнет) Schmolz-Bickenbach-Preis (Дюссельдорф, Германия).
- 2002 — победитель и стипендиат конкурса дирижеров Deutsche Bank (Германия).
- 2002 — стипендиат общества Р. Вагнера (Германия).
- 2013 — премия «Браво» за лучший спектакль года в музыкальном театре («Борис Годунов» в Екатеринбургском театре оперы и балета).

## Участие в фестивалях
Принимал участие в международном фестивале «Звезды белых ночей» со спектаклями «Аида», «Путешествие в Реймс» (Санкт-Петербург, Мариинский театр). Ассистировал Валерию Гергиеву при постановке новой сценической версии «Отелло» в 2013 году. Участвовал в открытии II Фестиваля оперного искусства «Опера без границ» в Краснодарском музыкальном театре (21 февраля 2015 «Паяцы»).